# Radvaň
Radvaň (maďarsky Radvány) je městská část Banské Bystrice. V roce 2008 zde žilo 5 836 obyvatel. Je zde zastávka na železniční trati Zvolen–Vrútky.
V radvaňském evangelickém církevním sboru žil a působil jako farář Andrej Sládkovič, básník, publicista a překladatel, který je zde i pochovaný na místním evangelickém hřbitově.

## Historie
V roce 1287 byla dva kilometry jihozápadně od centra Banské Bystrice založena řemeslnická osada Raduan. Roku 1655 získala obec jarmarkové právo.
V letech 1927 až 1946 se obec nazývala  Radvaň nad Hronom. Původně to byla samostatná obec, která byla v roce 1964 sloučena s obcí Kráľová do obce Radvaň-Kráľová. Ta byla o dva roky později připojena k Banské Bystrici. Obec Radvaň bývala známá i díky místnímu jarmarku, který se koná každý rok 8. září v den zasvěcení gotického kostela Narození Panny Marie.

## Kultura
- Radvaň – mládežnický pěvecký sbor při římskokatolickém kostele Narození Panny Marie, Banská Bystrica – Radvaň

## Památky
- Římskokatolický kostel Narození Panny Marie, z druhé poloviny 13. století
- Kaštel Radvanských
- Bárczyovský kaštel
- Tihániovský kaštel

## Galerie

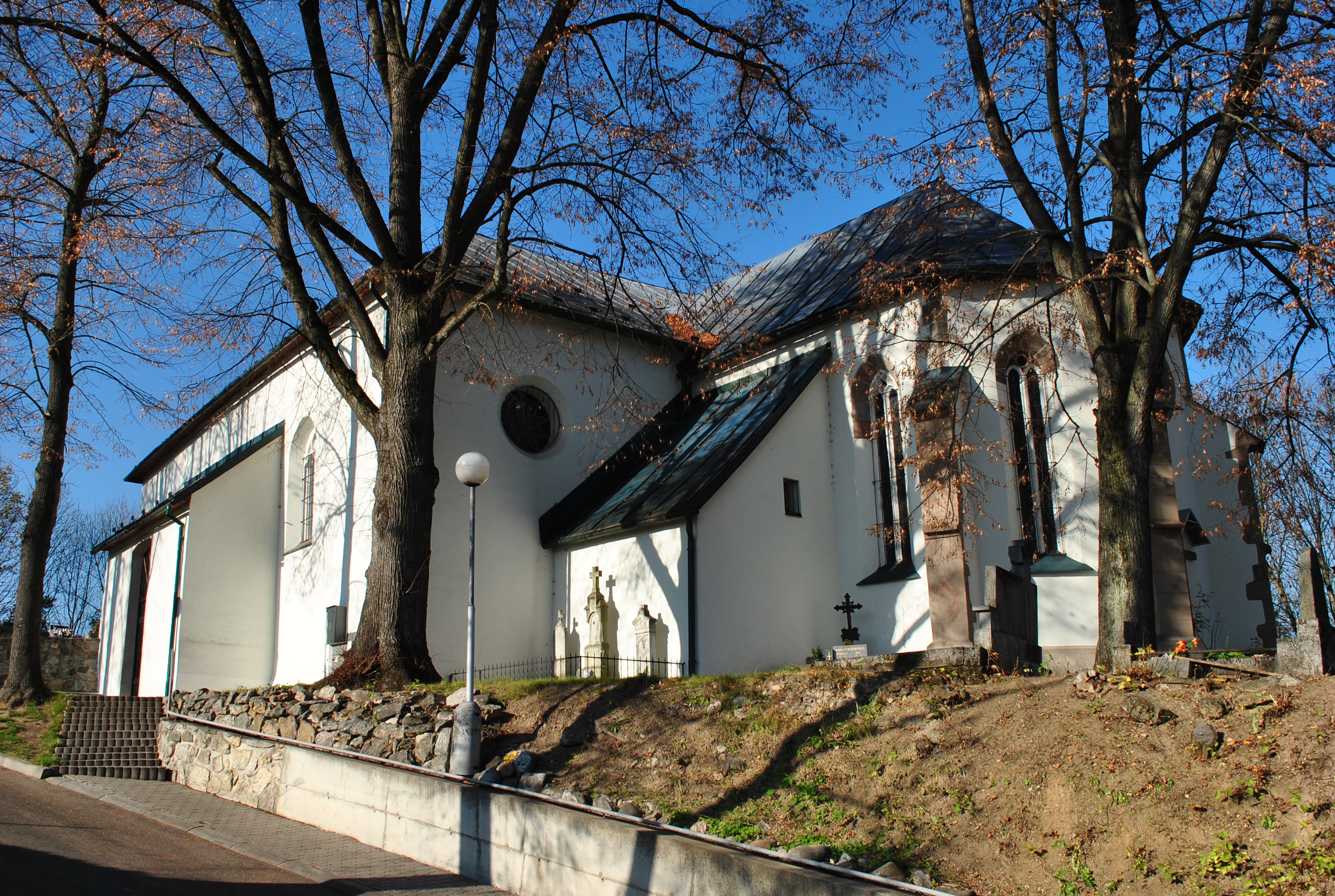
Kostel Narození Panny Marie
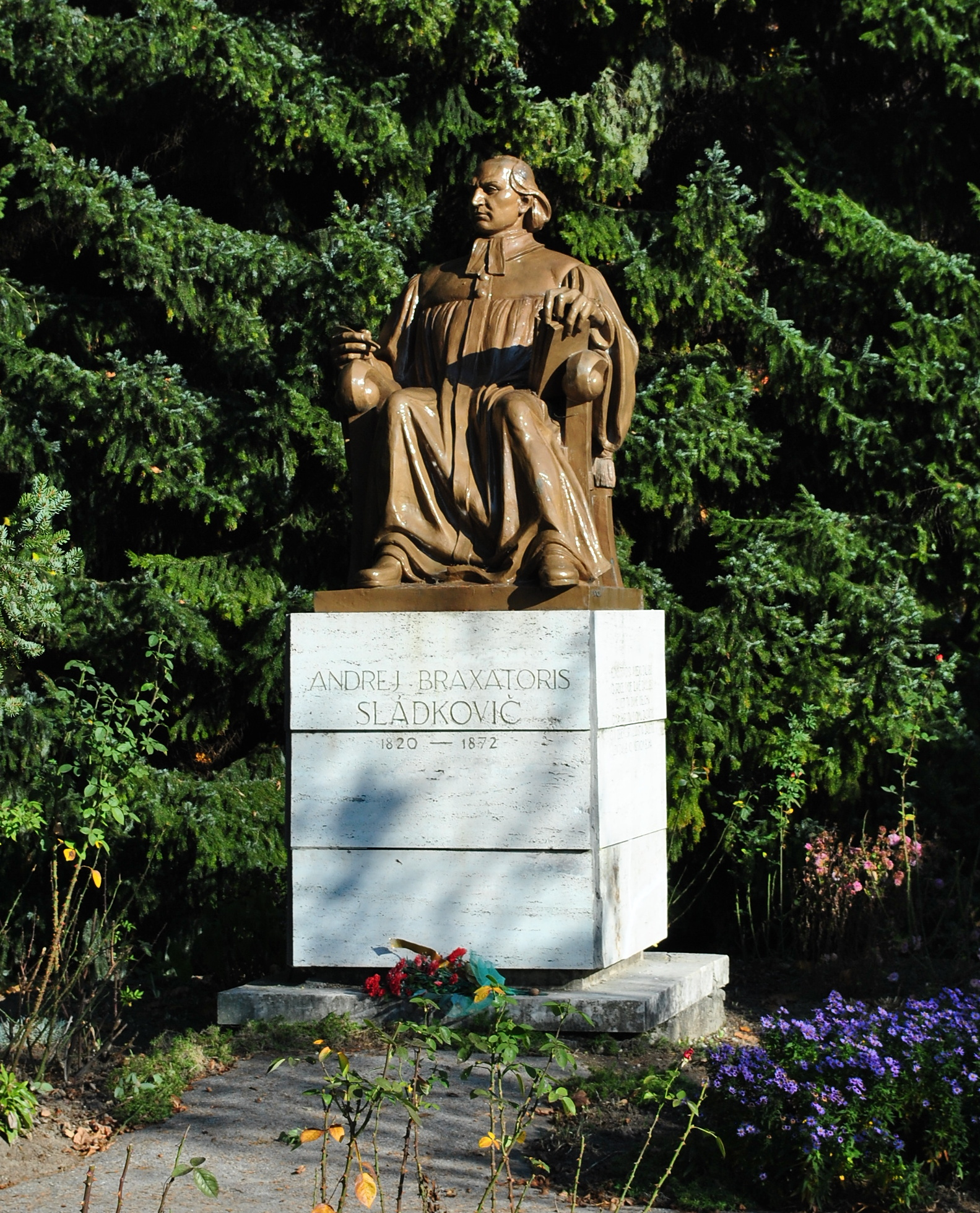
Pomník Andreje Sládkoviče
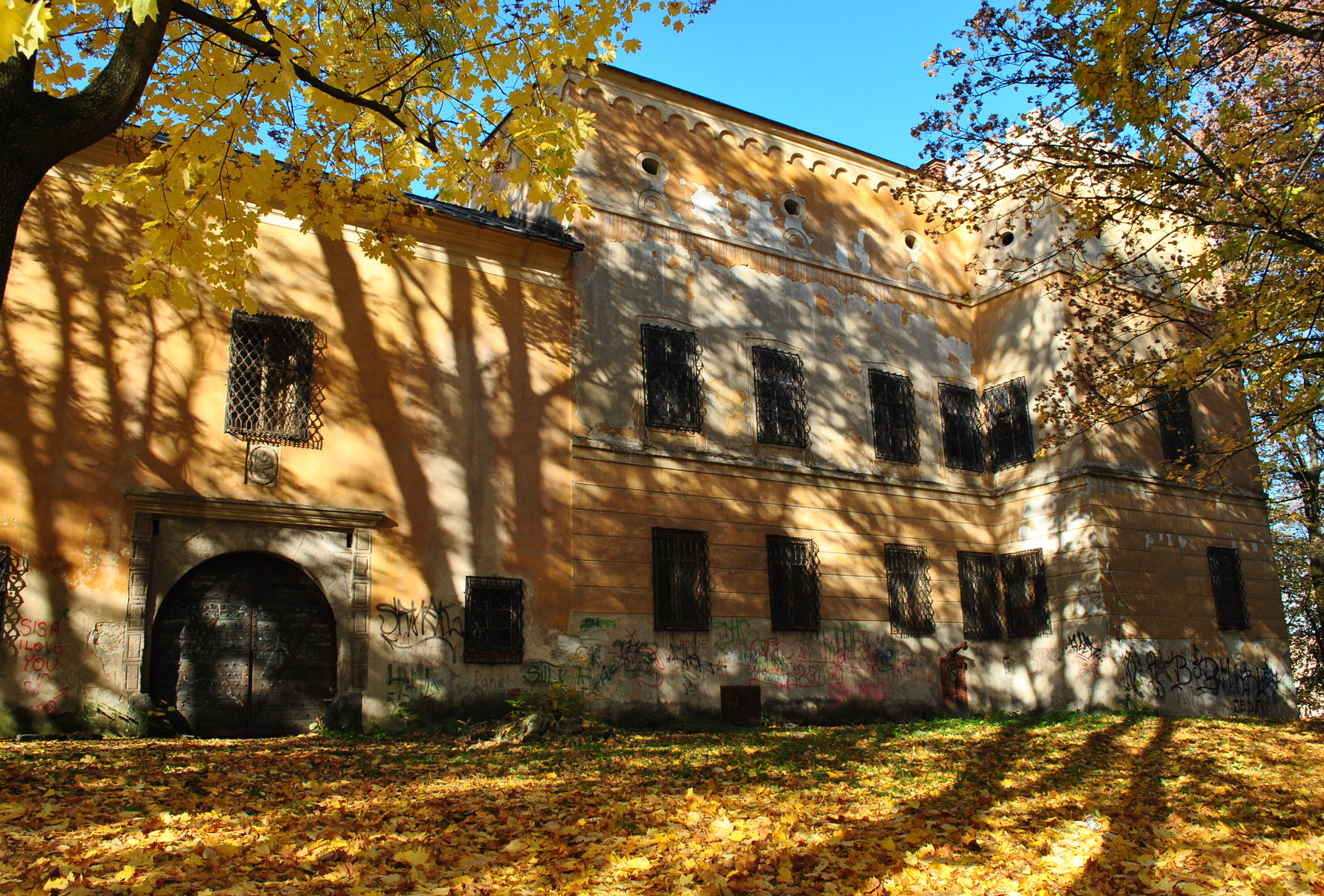
Kaštel Radvanských
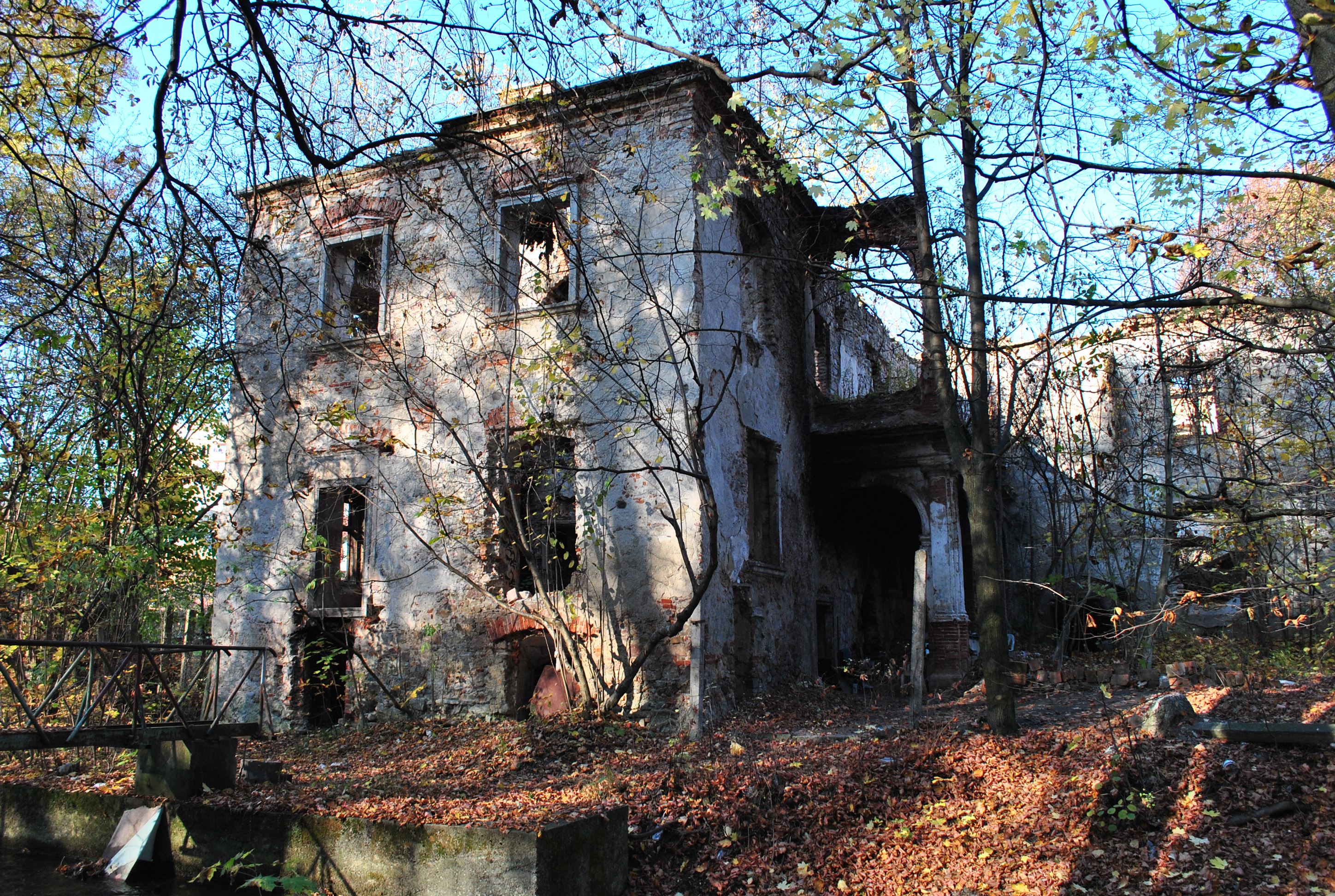
Bárczovský kaštel